# Lakefield (Québec)
Pour les articles homonymes, voir Lakefield.
Lakefield est un village compris dans le territoire de la municipalité du canton de Gore en Argenteuil au Québec (Canada). L'agglomération est le principal noyau villageois du canton, et en constitue le siège administratif.

## Toponymie
Le village doit son nom à son emplacement dans petite prairie herbeuse (-field) au bord d'un lac (Lake-). 

## Géographie
Lakefield est situé à environ 15 km au nord-est de Lachute, près du centre géographique du canton de Gore,. Le village est implanté au bord du lac Dawson, dans un secteur vallonné des Basses-Laurentides.

## Histoire
Bien que le canton de Gore ne soit proclamé qu'en 1840, des colons irlandais s'installent dans les environs du village actuel dès 1824. Colonisant les premiers le troisième rang, Frederick, Samuel et George Rodgers comptent parmi les pionniers du canton. D'allégeance orangiste, Frederick Rodgers participe en 1837 à combattre la rébellion des Patriotes dans les seigneuries d'Argenteuil et de Deux-Montagnes.
Un noyau se forme progressivement autour de l'église anglicane, l'église méthodiste, l'école, la scierie, la forge et le moulin à carder. Un bureau de poste est ouvert en 1844. 
De par sa proximité avec Montréal, Lakefield connaît un second essor lors du développement de la villégiature au xxe siècle.